# Agalliopsis hydra
Agalliopsis hydra är en insektsart som beskrevs av Kramer 1964. Agalliopsis hydra ingår i släktet Agalliopsis och familjen dvärgstritar. Inga underarter finns listade i Catalogue of Life.